# Fredriksbergs pappersbruk
Fredriksbergs pappersbruk var ett massa- och pappersbruk vid 
Annefors, Fredriksberg i Bergslagen och Skandinaviens första tillverkare av kraftliner till wellpapp. 

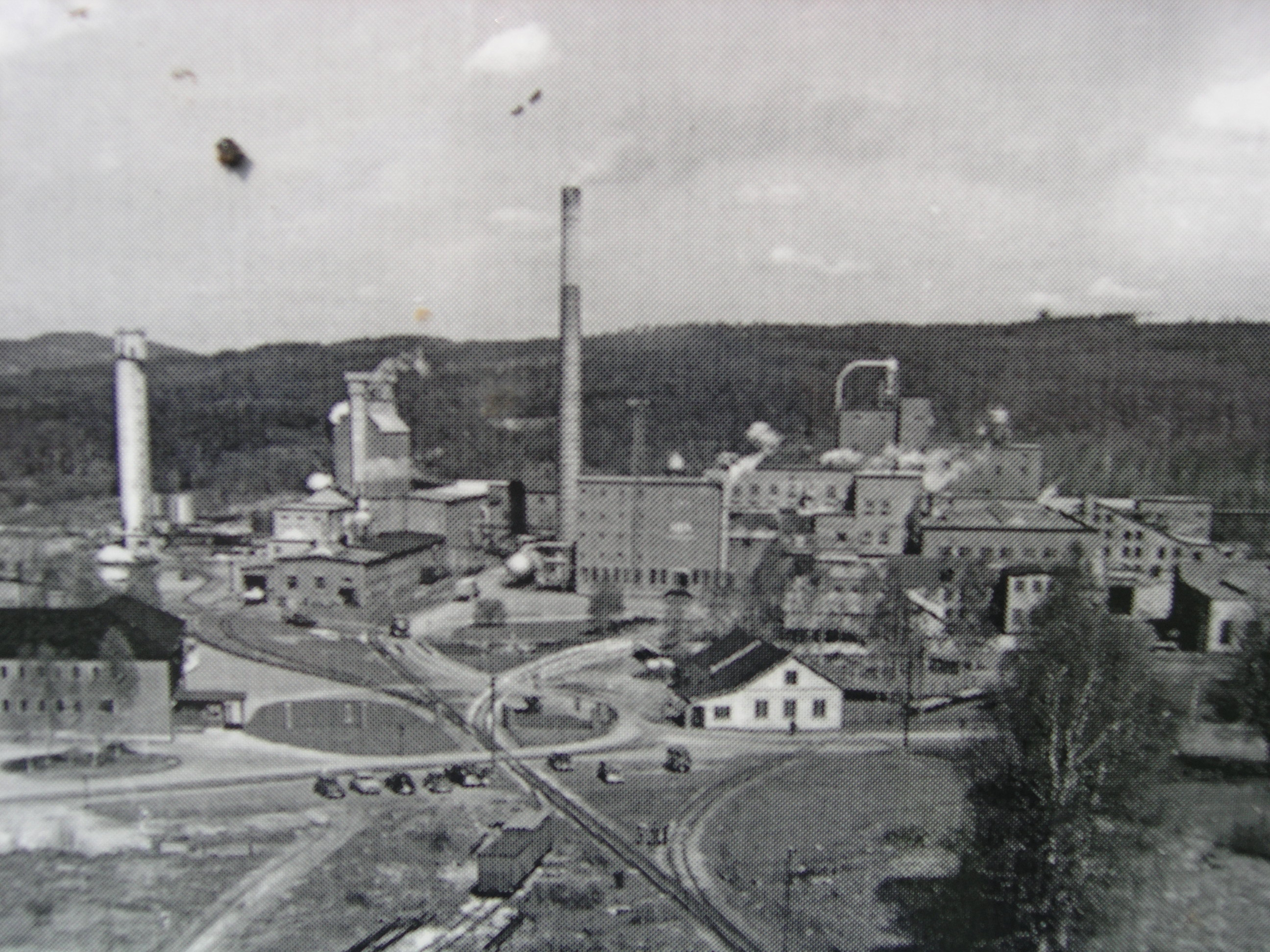
Fredriksbergs pappersbruk, 1900-talets mitt.

## Historik
När järnhanteringen förlorade sin betydelse under andra hälften av 1800-talet kompletterades många bruk runt om i Sverige med ett träsliperi eller ett massabruk. I Fredriksberg släcktes masugnen år 1897 och samma år uppförde Gravendalsverken en sulfitmassafabrik som tre år senare kompletterades med en fabrik för 5 000 ton sulfatmassa per år. En torkmaskin sattes upp som senare byggdes om till en pappersmaskin och kallades PM 1. 
År 1916 köptes Gravendalsverken av Hellefors AB, som hade en järnbruksrörelse i Hällefors. Hellefors AB fick dock ekonomiska problem år 1924 och hade under en tid staten som ägare. Fabrikerna återgick under 1930- och 1940-talet i privat ägo. 
I slutet av 1940- talet beslöt man att satsa på kraftliner till wellpapp. En 3,4 meter bred pappersmaskin beställdes från Karlstads Mekaniska Verkstad och man byggde ett helt nytt sulfatkokeri. PM II kördes igång år 1950. Kraftlinerbruket hade en kapacitet på 30 000 ton per år. Under andra världskriget och den efterföljande högkonjunkturen på 1950-talet förbättrades ekonomin för Fredriksbergs pappersbruk som exporterade 75 % av sin tillverkning.
År 1958 köptes Hellefors Bruk AB av Billerudkoncernen som successivt avvecklade bruket i Fredriksberg. Planer fanns på att utrusta fabriken med nya och större maskiner, men tillgången på vatten var begränsad så ägarna beslöt att satsa på en utbyggnad av pappersbruket i Grums istället.

## Transporter
En stor del av veden flottades över Stora Lejen och Kåensjön med hjälp av motordrivna pråmar. Ved kördes också med häst på vintern fram till den smalspåriga järnvägen, där den lades upp vid spåret för senare transport till fabriken. Massabalar och pappersrullar transporterades till Hällefors och Neva på järnvägen för magasinering eller omlastning till normalspåriga vagnar. Det som skulle exporteras fraktades med järnväg till Kristinehamn eller Göteborg medan inhemska kunder fick leveranser direkt med järnväg. Efter hand tog dock lastbilarna över en allt större del av transporterna. Sträckan Fredriksberg-Neva lades ned år 1965 och fem år senare rönte sträckan Fredriksberg-Hällefors samma öde.
Kalksten för framställning av sulfitsyra och för kalkbränning bröts i Fredriksbergs eget kalkbrott, som tidigare hade försett järnbruket med dess behov av kalksten.

## Nedläggning
Sulfitfabriken hade vid nedläggningen, årsskiftet 1961/1962, en kapacitet på 18 000 ton oblekt massa och var sålunda en liten producent. Antalet anställda var 365, varav 45 var tjänstemän eller förmän. 
År 1972 gick den sista leveransen av kraftliner med lastbil till exporthamnen i Göteborg. Torsdagen den 22 juni 1972, dagen före midsommar, stoppades driften vid pappersbruket i Fredriksberg och efter midsommarhelgen började nedmonteringen av pappersmaskinerna.
Andra industriföretag etablerade sig i de tomma fabrikslokalerna. Scandinaviska Jutefabriken som tillverkade tapeter år 1973–1980 och Lesjöfors AB som tillverkade 
bilfjädrar år 1968–1986. Delar av fabriken revs 1988, bland annat sulfatkokeriet och det höga syratornet.

## Efterspel
Efter nedläggningen hade fastigheten flera ägare, byggnaderna förföll och området utgjorde en miljörisk. Ludvika kommun förbereder en rivning och sanering av området (2020). I augusti 2021 revs den ikoniska skorstenen och rivning av bruket samt sanering sattes igång. Rivningen är planerad att färdigställas innan årsskiftet 2021/2022 och täckningen av rivningsmaterialet är planerad till första halvan av år 2022. Tidplanen för och genomförandet av saneringen 2022-2024 är beroende av fortsatta bidragsmedel från Naturvårdsverket. Projektet har en totalbudget på 67,5 miljoner kronor.